# Sciophila limbatella
Sciophila limbatella är en tvåvingeart som beskrevs av Zetterstedt 1852. Sciophila limbatella ingår i släktet Sciophila och familjen svampmyggor. Enligt den finländska rödlistan är arten sårbar i Finland. Arten är reproducerande i Sverige. Artens livsmiljö är naturlundskogar. Inga underarter finns listade i Catalogue of Life.